# Leigh Gill
Leigh Gill es un actor inglés. Es mejor conocido por sus papeles en Juego de Tronos (2016) y Joker (2019).

## Primeros años y carrera
El padre de Gill estaba en el ejército británico, por lo que se mudó mucho durante su infancia.
Apareció en tres episodios de Juego de Tronos (2016), e interpretó a Red en Animales fantásticos y dónde encontrarlos (2016).
Trabajó junto a Joaquin Phoenix, en la película Joker (2019) y su secuela Joker: Folie à Deux. Apareció como Enano Tuerto en un episodio de The Witcher en 2019.

## Filmografía

### Películas
| Año  | Título                                    | Role         | Notas         |
| ---- | ----------------------------------------- | ------------ | ------------- |
| 2014 | Get Santa                                 | Specs        |               |
| 2015 | El Rey Escorpión 4: La búsqueda del poder | Chief Onus   | Directo a DVD |
| 2016 | Animales fantásticos y dónde encontrarlos | Red          |               |
| 2018 | Hot Dog                                   | Kevin        |               |
| 2018 | Head Full of Honey                        | Vince        |               |
| 2019 | Joker                                     | Gary Puddles |               |
| 2019 | The Most Beautiful Day in the World       | Orazio Bollè |               |
| 2021 | A Woman at Night                          | Lee          |               |
| 2021 | Who Framed Santa Claus?                   | Romeo        |               |
| 2024 | Joker: Folie à Deux                       | Gary Puddles |               |
| 2024 | Blitz                                     | Mickey Davis |               |

### Televisión
| Año  | Título          | Role         | Notas       |
| ---- | --------------- | ------------ | ----------- |
| 2016 | Game of Thrones | Bobono       | 3 episodios |
| 2019 | The Witcher     | Enano tuerto | 1 episodio  |